# 科寧格
科寧格（法語：Konigué），是馬里的城鎮，位於該國南部，由錫卡索區的庫蒂亞拉省負責管轄，處於庫佳拉東南面40公里，面積255平方公里，海拔高度342米，2009年人口15,943，人口密度每平方公里63人。